# Cristian Erbes
Cristian Damián Erbes (José León Suárez, Buenos Aires, Argentina; 6 de enero de 1990) es un futbolista argentino juega de volante central en el Club Atlético San Miguel de la Primera Nacional.
Se caracteriza por su firmeza y presencia en el mediocampo además de la capacidad de adaptarse a varias posiciones dentro del campo de juego, habiendo jugado como lateral por la derecha, hasta carrilero.

## Trayectoria

### Boca Juniors

#### Inferiores
Llegó a las inferiores del club a los 11 años en el 2001. En su recorrido por las divisiones menores consiguió salir campeón en la Sexta y Quinta categoría, en el 2007 y 2008 respectivamente. Lo señalaban como un volante con gol y personalidad. Y también se destaca por su polifuncionalidad: puede ir como volante central (algo que le da muy buena distribución, además de marca), como volante por derecha o como lateral. Por su paso por las inferiores y por la reserva convirtió 7 goles, 6 de cabeza y uno con el pie.

#### Temporada 2009
Debutó en la primera división de Boca Juniors el 4 de octubre de 2009 en el Torneo Apertura ingresando por Federico Insúa en la fecha 7 contra Vélez Sarfield, partido que Boca Ganó 3 a 2 en La Bombonera. Alfio Basile era el DT y el pichy fue el primer jugador de las inferiores de Boca que el Coco hizo debutar en primera.

#### Temporada 2010
Su primer gol se lo convierte a Lanús, en La Bombonera, tras un tiro de esquina ejecutado por Riquelme, el pichi cabecea en el primer palo del arquero Agustín Marchesín marcando el 3 a 1 de su equipo, el cual sería el resultado final. Su segundo gol lo marca ante Quilmes, también en La Bombonera, a los 27 minutos del segundo tiempo, cuando Palermo arma una pared con Medel, hay un rebote en el arquero Galíndez, el pichi aparece de la nada por la puerta del área para poner el 1 a 0 y darle la victoria a su equipo.

#### Temporada 2011
A principio de año no fue tenido en cuenta por el técnico Falcioni, incluso solo jugó 2 partidos de Torneo Clausura, como suplente. En aquel año Boca salió campeón invicto del Torneo Apertura 2011 luego de 3 años. En este certamen, a pesar de que Erbes no fue determinante ni parte del equipo titular disputó 6 partidos, 2 como titular y el resto ingresando desde el banco de suplentes. Al final del torneo ganaría su primer título con el club xeneize.

#### Temporada 2012
Comenzó el año siendo una alternativa para el técnico tanto en el Torneo Clausura 2012 (donde disputó 8 encuentros) como en la Copa Libertadores 2012 y Copa Argentina, en la cual jugó 2 partidos. La parte más difícil que tuvo que afrontar fue cuando Leandro Somoza se lesionó. Incluso fueron tras Claudio Yacob para incorporarlo al plantel para afrontar las 3 competencias en juego, lo que lo relegaría del equipo titular. A pesar de esto, el Pichi logró ganarse un lugar en el equipo titular para la Copa Libertadores 2012, donde disputó 6 partidos hasta la vuelta de Somoza. El club llegaría a la final de la Libertadores donde caería frente al Corinthians, logrando así el subcampeonato.
A partir de la segunda mitad del 2012, saldría campeón de la Copa Argentina 2011/12. En el Torneo Inicial 2012 con el pasar de las fechas, Erbes, tendría grandes actuaciones junto con los juveniles Leandro Paredes y Guillermo Fernández, por lo que le ganaría la titularidad a Leandro Somoza.

#### Temporada 2013
A comienzos del 2013 el club FC Kubán Krasnodar de Rusia hace una oferta por el traspaso de Cristian Erbes de 2 millones de dólares, pero el pichi la rechaza por amor al club, aun teniendo que pelear el puesto contra Leandro Somoza y Ribair Rodríguez.
Con el regreso de Carlos Bianchi al club, volvió a quedar relegado detrás de Leandro Somoza y el incorporado Ribair Rodríguez. Erbes con los pocos minutos que jugaba, fue ganando su lugar nuevamente y fue considerado en la primera parte de la segunda mitad de temporada como uno de los mejores jugadores del plantel, aclamado por la hinchada en cada actuación. En el partido ante Excursionistas por la Copa Argentina 2012/13 se lesiona, tras una terrible patada del jugador Darío Carpintero, debió  ser operado y su recuperación lo transformó en una gran baja durante dos meses.
A mitad del mismo año recibe otra oferta para emigrar pero esta vez del Tigres de México, pero el pichi decide otra vez quedarse, aun sin un puesto asegurado y también con la llegada de Fernando Gago, demostrando otra vez su amor por su club y la gente.
En el último partido de Boca Juniors frente a Godoy Cruz que terminaría 1 a 1, el pichi vuelve a lesionarse. Tras dos meses recuperándose, vuelve frente a Atlético de Rafaela, por la fecha 3 del Torneo Inicial 2013, partido que Boca Juniors ganaría 2 a 1, en La Bombonera, a los 12 minutos del segundo tiempo en reemplazo de Ribair Rodríguez, dejando una buena actuación, jugando de 8, como mediocampista por derecha, mostrando un buen nivel tanto en lo defensivo como en lo ofensivo con la calidad que lo caracteriza volviendo a demostrar que merece un puesto entre los titulares. En la fecha 5, el pichi jugaría de lateral por derecha, de 4, por órdenes de Carlos Bianchi tras la lesión de Leandro Marín dejando una buena imagen individual, partido donde Boca Juniors ganaría 2 a 1 ante Vélez Sarsfield. Se destacó siempre en Boca por su manejo del juego, visión y sacrificio haciendo un jugador polifuncional, jugando también en varias posiciones. En el torneo inicial 2013 jugó 13 partidos sin convertir goles.

#### Temporada 2014
En enero del 2014 existió la posibilidad de que emigrara al Betis de España. Después de tantas idas y vueltas por parte del club español, "El Pichi" terminó quedándose en el club xeneize. Anota su primer gol de la temporada 2013/14 ante Racing Club en la fecha 7 del Torneo Final 2014, en la victoria de los xeneizes 2 por 1. Luego en la fecha 16 le marcaría un gol a Arsenal de Sarandí abriendo el marcador en la victoria 4 a 2 en La Bombonera. El segundo semestre del 2014 no sería un buen comienzo para Boca, lo que llevó a que Carlos Bianchi fuera despedido. Con la llegada del Vasco Arruabarrena como DT, el pichi se convirtió en titular indiscutido para el técnico lo que lo llevó a convertirse en el tercer capitán del equipo detrás del Cata Díaz y Fernando Gago, respectivamente.

#### Temporada 2015
Comenzaba el año 2015 y él continuaba siendo titular en el equipo de Vasco Arruabarrena, tanto en Copa Libertadores como en varios partidos del Torneo Local, con buenas actuaciones. En la fecha 7 del Campeonato 2015, ante Estudiantes (LP), anotaría un gol con un remate desde afuera del área, casi al ángulo, para vencer la seguridad del arquero Hilario Navarro y así completar su gran partido.
El jueves 9 de abril en el partido contra Montevideo Wanderers por la Copa Libertadores 2015 salió lesionado, al término del partido regresó a la Argentina en un avión privado. Los estudios realizados le dieron como resultado Distensión de Ligamentos Colateral de la Rodilla Izquierda, lesión que le demandó alrededor de 2 meses de recuperación.
Regresó a la actividad deportiva el 7 de junio por la fecha 15 del torneo local, en la victoria 4 por 0 a Newell's en La Bombonera jugando los 90 minutos. Luego del receso invernal no quedaban dudas que él sería el titular del equipo hasta el final del campeonato, tanto es así que disputó los encuentros contra Sarmiento de Junín en condición de visitante, victoria 0-1, además de estar presente en el 2-1 contra Quilmes en La Bombonera (partido en el cual Carlos Tévez volvió a jugar oficialmente en Boca) y en la victoria 0-1 contra Belgrano de Córdoba. El 2 de agosto Boca, con Erbes como titular, jugó de local contra Unión de Santa Fe, donde los santafesinos se impusieron 3-4. Siendo ésta la primera derrota del equipo con Cristian como titular en lo que iba del 2015. Las fechas siguientes estuvo presente en las victorias 1-2 de visitante ante Arsenal de Sarandí y 2-0 ante Godoy Cruz en La Bombonera.
Después de una dura derrota de local, contra San Lorenzo de la cual Erbes no fue parte del equipo, el 13 de septiembre El Pichy jugó por la fecha 24 del campeonato el superclásico en El Monumental y luego de un partido reñido los xeneizes se impusieron por un gol contra cero.
El 1 de noviembre, Boca Juniors se consagra campeón del Campeonato de Primera División 2015 luego de vencer a Tigre 1-0 con gol de Luciano Monzón en la fecha 29 del certamen. Si bien "el pichi" no fue parte de este partido (debió cumplir una fecha de suspensión), fue un jugador fundamental a lo largo del año para que el equipo lograra el campeonato, luego de tres años de sequía. Luego tres días después, el 4 de noviembre, logró su segundo título del año, la Copa Argentina 2014/15, al ganarle la final por 2-0 a Rosario Central.

#### Temporada 2016
Luego de varios meses de ausencia debido a una lesión en la rodilla, volvió a jugar el 16 de abril del 2016, en la victoria 4-1 ante Aldosivi por la fecha 11 del Campeonato local. El 28 de abril por la ida de octavos de final de la Libertadores jugó los 90 minutos en la victoria 2-1 contra Cerro Porteño, en condición de visitante. También estuvo presente en el partido de vuelta (con victoria 3-1 para Boca). El 8 de mayo jugó por el Campeonato local en el empate 0-0 ante Huracán, el cual sería su último partido con la camiseta xeneize. Debido a las reiteradas lesiones perdió su puesto y ya no fue tenido en cuenta por el técnico Guillermo Barros Schelotto, motivo por el cual decidió emigrar.

#### Tiburones Rojos de Veracruz
El 27 de junio de 2016 rescindió su contrato con Boca Juniors por común acuerdo entre el club y el jugador. El 28 de junio se oficializó su llegada a los Tiburones Rojos de Veracruz con el pase en su poder, firmando un contrato por tres años. Al cabo de una temporada donde solo disputó un partido, rescindió su contrato con el club mexicano debido a las distintas lesiones que sufrió en su pierna, que lo dejó fuera de la consideración del técnico.

#### Chacarita Juniors
En agosto de 2017 retornó al fútbol argentino para desempeñarse en el recientemente ascendido Chacarita Juniors en Primera División, no obstante su estadía en el conjunto funebrero fue breve, dado que 6 meses después rescindió su contrato con el club en desacuerdo con el cuerpo técnico por tener que ir al banco de suplentes.

## Estadísticas
Actualizado al último partido jugado el 9 de noviembre de 2024.
| Club                                 | Div.          | Temporada     | Liga  | Liga  | Copas nacionales | Copas nacionales | Torneos internacionales | Torneos internacionales | Total | Total | Media goleadora |
| Club                                 | Div.          | Temporada     | Part. | Goles | Part.            | Goles            | Part.                   | Goles                   | Part. | Goles | Media goleadora |
| ------------------------------------ | ------------- | ------------- | ----- | ----- | ---------------- | ---------------- | ----------------------- | ----------------------- | ----- | ----- | --------------- |
| Boca Juniors Argentina               | 1.ª           | 2009-10       | 20    | 1     | —                | —                | —                       | —                       | 20    | 1     | 0.05            |
| Boca Juniors Argentina               | 1.ª           | 2010-11       | 11    | 1     | —                | —                | —                       | —                       | 11    | 1     | 0.09            |
| Boca Juniors Argentina               | 1.ª           | 2011-12       | 14    | 0     | 2                | 0                | 6                       | 0                       | 22    | 0     | 0.00            |
| Boca Juniors Argentina               | 1.ª           | 2012-13       | 16    | 0     | 2                | 0                | 8                       | 0                       | 26    | 0     | 0.00            |
| Boca Juniors Argentina               | 1.ª           | 2013-14       | 29    | 2     | —                | —                | —                       | —                       | 29    | 2     | 0.07            |
| Boca Juniors Argentina               | 1.ª           | 2014          | 12    | 0     | 1                | 0                | 6                       | 0                       | 19    | 0     | 0.00            |
| Boca Juniors Argentina               | 1.ª           | 2015          | 17    | 1     | 7                | 0                | 0                       | 0                       | 24    | 1     | 0.04            |
| Boca Juniors Argentina               | 1.ª           | 2016          | 2     | 0     | —                | —                | 2                       | 0                       | 4     | 0     | 0.00            |
| Boca Juniors Argentina               | Total club    | Total club    | 126   | 5     | 12               | 0                | 22                      | 0                       | 160   | 5     | 0.03            |
| Tiburones Rojos de Veracruz · México | 1.ª           | 2016-17       | —     | —     | 1                | 0                | —                       | —                       | 1     | 0     | 0.00            |
| Tiburones Rojos de Veracruz · México | Total club    | Total club    | 0     | 0     | 1                | 0                | 0                       | 0                       | 1     | 0     | 0.00            |
| Chacarita Argentina                  | 2.ª           | 2017          | 8     | 0     | —                | —                | —                       | —                       | 8     | 0     | 0.00            |
| Chacarita Argentina                  | Total club    | Total club    | 8     | 0     | 0                | 0                | 0                       | 0                       | 8     | 0     | 0.00            |
| Karpaty Lviv · Ucrania               | 1.ª           | 2018          | 23    | 0     | —                | —                | 1                       | 0                       | 24    | 0     | 0.00            |
| Karpaty Lviv · Ucrania               | Total club    | Total club    | 23    | 0     | 0                | 0                | 1                       | 0                       | 24    | 0     | 0.00            |
| Nacional Paraguay                    | 1.ª           | 2019          | 10    | 0     | —                | —                | 2                       | 0                       | 12    | 0     | 0.00            |
| Nacional Paraguay                    | Total club    | Total club    | 10    | 0     | 0                | 0                | 2                       | 0                       | 12    | 0     | 0.00            |
| Atlético Tucumán Argentina           | 1.ª           | 2019-20       | 13    | 0     | —                | —                | 4                       | 0                       | 17    | 0     | 0.00            |
| Atlético Tucumán Argentina           | 1.ª           | 2020          | —     | —     | 11               | 0                | 1                       | 0                       | 12    | 0     | 0.00            |
| Atlético Tucumán Argentina           | 1.ª           | 2021          | 18    | 0     | 8                | 0                | —                       | —                       | 26    | 0     | 0.00            |
| Atlético Tucumán Argentina           | Total club    | Total club    | 31    | 0     | 19               | 0                | 5                       | 0                       | 55    | 0     | 0.00            |
| Deportes La Serena · Chile           | 1.ª           | 2022          | 23    | 0     | 0                | 0                | —                       | —                       | 23    | 0     | 0.00            |
| Deportes La Serena · Chile           | Total club    | Total club    | 23    | 0     | 0                | 0                | 0                       | 0                       | 23    | 0     | 0.00            |
| Ferro Argentina                      | 2.ª           | 2023          | 34    | 2     | 0                | 0                | —                       | —                       | 34    | 2     | 0.06            |
| Ferro Argentina                      | Total club    | Total club    | 34    | 2     | 0                | 0                | 0                       | 0                       | 34    | 2     | 0.06            |
| Emelec · Ecuador                     | 1.ª           | 2024          | 20    | 0     | 2                | 0                | —                       | —                       | 22    | 0     | 0               |
| Emelec · Ecuador                     | Total club    | Total club    | 20    | 0     | 2                | 0                | 0                       | 0                       | 22    | 0     | 0               |
| Total carrera                        | Total carrera | Total carrera | 275   | 7     | 34               | 0                | 30                      | 0                       | 339   | 7     | 0.02            |
| 1. 2. 3.                             |               |               |       |       |                  |                  |                         |                         |       |       |                 |

## Palmarés

### Campeonatos nacionales
| Título           | Equipo       | País      | Año     |
| ---------------- | ------------ | --------- | ------- |
| Primera División | Boca Juniors | Argentina | 2011-A  |
| Copa Argentina   | Boca Juniors | Argentina | 2011-12 |
| Primera División | Boca Juniors | Argentina | 2015    |
| Copa Argentina   | Boca Juniors | Argentina | 2014-15 |

### Distinciones individuales
| Premio                                                         | Año  |
| -------------------------------------------------------------- | ---- |
| Personalidad Destacada del Deporte por la Ciudad de San Martín | 2016 |